# ヤンディル人
- ヤンガ人
- ヤンギン人

ヤンディル人（ヤンディルじん、英：Yandyr, 露：Янга、Янгинцы）は、ロシア・インディギルカ川中流に沿って居住したタイガ・ユカギールの一派。現在は存在していない。

## 概要
コリマ・ユカギール語を話した。1656年までに450人がいた。民族名の由来であるユカギール語の「ヤン」は「白樺」を意味した。
17世紀にロシア人からの一方的なヤサク（現物税徴収）、持ち込まれた天然痘などの伝染病によって深刻な影響を受け、生き残った者はエヴェンキとヤクートに同化され消滅した。